# Wipperdorf
Wipperdorf è una frazione della città tedesca di Bleicherode.

## Storia
Il 1º gennaio 2019 il comune di Wipperdorf venne soppresso e aggregato alla città di Bleicherode.